# Bullou
Bullou era un comune francese di 225 abitanti situato nel dipartimento dell'Eure-et-Loir nella regione del Centro-Valle della Loira. Il 1° gennaio 2018 si è fuso con Dangeau e Mézières-au-Perche per formare il nuovo comune di Dangeau di cui è divenuto comune delegato.

## Società

### Evoluzione demografica
Abitanti censiti